# 트레이시 로즈
트레이시 로즈(Traci Lords, 1968년 5월 7일 ~ )는 미국의 전직 포르노 배우로, 현재는 가수, 영화 및 텔레비전 배우로 활동하고 있다.

## 출연 작품
- 데블 메이 콜 (2013)
- 태그 (2013)
- 익시젼 (2012)
- 로저 코만의 세계 (2011)
- 아이 홉 데이 서브 비어 인 헬 (2009)
- 우주전쟁: 화성을 지켜라 (2009)
- 유어 네임 히어 (2008)
- 잭 앤 미리 포르노 만들기 (2008)
- 더 추즈 원 (2007)
- 크레이지 에이트 (2006)
- 프로스트바이트 (2005)
- 데스랜드 (2003)
- 흑협 2 (2002)
- 에피센터 (2000)
- 미 앤 윌 (1999)
- 드림 팀 (1999)
- 블레이드 (1998)
- 어디에도 없는 영화 (1997)
- 엑스트라마리탈 (1997)
- 부기 보이 (1997)
- 데드 맨스 아일랜드 (1996)
- 언더월드 (1996)
- 블러드 머니 (1996)
- 프로파일러 (1996)
- 증발 (1995)
- 가상 현실 (1995)
- 시리얼 맘 (1994)
- 회로맨 2 (1994)
- 드래그스트립 걸 (1994)
- 밴디트 (1994)
- 인텐 투 킬 (1993)
- 스킨너 (1993)
- 토미노커스 (1993)
- 아이스 (1993)
- 레이저 문 (1992)
- 반칙 게임 (1992)
- 타임 투 다이 (1991)
- 살인 추적 25시 (1991)
- 사랑의 눈물 (1990)
- 헐리웃 대로 2 (1989)
- 사랑의 묘약 (1989)
- 악령의 외계인 (1988)
- 트레이시 아이 러브 유 (1987)
- 못말리는 번디 가족 (1987)
- 딥 인사이드 트레이시 (1986)
- 이츠 마이 바디 (1985)